# Tusukuru tamburinus
Tusukuru tamburinus är en spindelart som beskrevs av Kirill Yeskov 1993. Tusukuru tamburinus ingår i släktet Tusukuru och familjen täckvävarspindlar. Inga underarter finns listade i Catalogue of Life.